# Je moest waarschijnlijk gaan
Je moest waarschijnlijk gaan is een single van de Nederlandse rapper Brainpower uit 2001. Het stond in hetzelfde jaar als zesde track op het album Door merg & brain. De meeste bekende versie van het nummer is een liveversie bij The Box Pure Session in Hotel Arena.

## Achtergrond
Je moest waarschijnlijk gaan is geschreven door Gert-Jan Mulder en geproduceerd door Krewcial. Het is een autobiografisch nederhoplied dat Brainpower heeft geschreven naar aanleiding van de zelfmoord van zijn beste vriend. Bij het maken van het nummer besefte de rapper dat het lied geen commercieel succes zou worden, maar hij wilde het lied wel uitbrengen omdat hij dicht bij zichzelf zou willen blijven en hij het gevoel had dat hij het moest uitbrengen. Hierover vertelde de rapper dat het voor hem, ondanks dat het niet commercieel succesvol was, veel voor hem heeft opgeleverd. Dit omdat hij vaak bedankjes krijgt van mensen die het nummer hebben gehoord of gedraaid op een begrafenis en het deze personen heeft getroost. B-kant van de single was een remix door Doc Zooted van het lied Door merg & brain.

## Hitnoteringen
Het lied bereikte enkel de Mega Top 100, waar het kwam tot de 82e plek en drie weken te vinden is. De Nederlandse Top 40 werd dus niet gehaald, maar het kwam wel tot de dertiende plaats van de Tipparade van deze hitlijst.